# New Orleans Wild Cats
Die New Orleans Wild Cats waren eine Schweizer Band des traditionellen Jazz, die seit 1950 unter diesem Namen bestand. Sie war in den 1950er Jahren auch eines der begehrtesten Ballorchester der Schweiz.

## Geschichte
Die Gruppe wurde 1949 in Neuchâtel gegründet und begann unter dem Namen Quintette du Hot Club de Neuchâtel zu spielen. Ihren endgültigen Namen New Orleans Wild Cats nahm sie 1950 an. Von zunächst fünf wuchs die Gruppe auf sechs und im Jahr 1951 auf sieben Mitglieder an. Der Stil der Gruppe war von Duke Ellington beeinflusst.
In den Jahren 1951 bis 1963 sorgte die Gruppe mit ihren regelmässigen Auftritten am Amateur Jazz Festival Zürich, dem Vorläufer des späteren Jazz Festivals Zürich, für eine musikalische Kontinuität und gewann dort zahlreiche Preise. Mit der LP Nelson Williams And The New Orleans Wild Cats gewann sie im Jahr 1958 den Jazzpreis der Stadt Zürich.
Tourneen führten die New Orleans Wild Cats durch die ganze Schweiz, wo sie in bekannten Jazzclubs und bei Jazzfestivals auftraten. 1952 wurde die erste Schallplatte der Band für «Tell Record» eingespielt, später wechselte die Gruppe zu anderen Labels, darunter «Ex Libris». Die Gruppe nahm auch Alben mit durchreisenden Musikern auf, beispielsweise mit Hazy Osterwald und den US-amerikanischen Jazztrompetern Bill Coleman und Nelson Williams. Ihr letztes Album erschien 1985 als CD unter dem Titel «New Orleans Wild Cats Volume III. 1952–1985».
Original-Tondokumente der Band befinden sich im Bestand der Schweizerischen Nationalphonothek in Lugano und können dort angehört werden. Das online zugängliche Bildarchiv des Schweizer Jazzarchivs «Swissjazzorama» enthält einige fotografische Dokumente.

## Bandmitglieder
Der Trompeter Francis Bonjour (1930–2003), Gründungsmitglied der Band, spielte später sehr erfolgreich in der von Loys Choquart gegründeten Band Créole Jazz. Langjähriges Mitglied der Gruppe war der Klarinettist und Saxophonist Jean-Paul Augsburger (1927–2007), der trotz seines großen Talents zeitlebens Amateurmusiker blieb. Paul Mingot wurde 1953 durch den jungen Posaunisten Fred de Coulon ersetzt.
Die Pianistin Liliane Wasserfallen-Rougemont (geborene Rougemont, † 2014) spielte von 1949 bis 1951 bei den New Orleans Wild Cats. Ihr Nachfolger am Piano, Jean-Pierre Bionda, gehörte der Band ab 1951 viele Jahre an. Auch der Klarinettist und Saxophonist Henri Freivogel (* 1930) spielte längere Zeit anstelle von Jean-Paul Augsburger bei den New Orleans Wild Cats, bis er sich 1955 Raymond Droz anschloss. Weitere Bandmitglieder waren Pierre Bouru (1928–2023, Schlagzeug) Arnold Hofmänner (Kontrabass), Alain Dubois und Claude Joly (Klavier). Der Jazzmusiker Michel Pilet (1931–2006) trat zudem bei Festivals mit der Gruppe auf.

## Preise und Auszeichnungen
- 1958: Jazzpreis der Stadt Zürich für Nelson Williams And The New Orleans Wild Cats

## Diskografie (Auswahl)
- Hazy Osterwald Sextett, New Orleans Wild Cats – At Hazy’s Party. Tell Record, LP 538, 1954.
- Bill Coleman and the New Orleans Wild Cats – Swinging in Switzerland. Black&Blue LP 33.182, 1957.
- Nelson Williams – Nelson Williams and the New Orleans Wild Cats. Grammoclub Ex Libris, LP	GC 668,	1958.
- The New Orleans Wild Cats vs. The Feetwarmers. Brunswick, 10 813 EPB, 1959.
- New Orleans Wild Cats. The Traditional Jazzscene in Europe. Vol. 8, Storyville, SEP 398.
- Swiss Jazz Discography 1925–2010, compiled by Arild Wilderoe, Schweizerische Nationalphonothek (komplette Diskografie, S. 987–990, englisch)